# 阿部譲
阿部 譲（あべ ゆずる、1916年1月28日 - 1990年1月14日）は、昭和・平成期の、日本の実業家。

## 来歴
徳島県出身。旧制・浦和高等学校を経て、東京帝国大学経済学部へ進学。同大学ではラグビー部で活動。その後、日本製鐵の八幡製鐵所に勤務。同社在籍時代もラグビー部で活動した。
その後、新日本製鐵副社長、日新製鋼社長及び会長を歴任。また、日本ラグビーフットボール協会第7代会長を務めた。